# Parlement de Côte d'Ivoire
Siège de l'Assemblée nationale
Siège du Sénat
Le Parlement de Côte d'Ivoire est l'organe législatif bicaméral de la république de Côte d'Ivoire. Depuis l'adoption de la Troisième République en 2016, ses deux chambres sont :
- l'Assemblée nationale : chambre basse élue au suffrage universel direct pour cinq ans ;
- le Sénat : chambre haute dont deux tiers des sénateurs sont élus au suffrage universel indirect pour cinq ans et un tiers sont nommés par le président.

## Histoire parlementaire
| Date        | Constitution                              | Chambre haute         | Chambre basse         |
| ----------- | ----------------------------------------- | --------------------- | --------------------- |
| 1959-1960   | Constitution de 1959                      | Assemblée législative | Assemblée législative |
| 1960-2018   | Constitution de 1960 Constitution de 2000 | Assemblée nationale   | Assemblée nationale   |
| depuis 2018 | Constitution de 2016                      | Sénat                 | Assemblée nationale   |

### Représentation africaine au Parlement français
La Côte d'Ivoire, constituée le 10 mars 1893 en colonie française d'Afrique occidentale et administrée à partir d'octobre 1904 par un lieutenant-gouverneur placé lui-même sous l'autorité du gouverneur général de la fédération de l'Afrique-Occidentale française (AOF), eut, jusqu'à la fin de la Seconde Guerre mondiale, les intérêts de ses populations défendus au Parlement français ; mais cela, par un seul et même député, originaire du Sénégal et élu par les seuls Sénégalais citoyens français.
Toutefois, le 22 août 1945, après la Conférence de Brazzaville, une ordonnance crée deux collèges électoraux pour toutes les colonies d'Afrique subsaharienne. Le premier collège comprend les citoyens français européens et africains, tandis que le second est composé des non-citoyens français. Ces collèges siègent toujours en France. Deux députés (Félix Houphouët-Boigny et Dieudonné Reste) sont élus au scrutin d'octobre 1945 et représentent la Côte d'Ivoire à la première Assemblée constituante dont le rôle est de préparer une nouvelle Constitution à la France.

### Fonction parlementaire dans la Côte d’Ivoire coloniale

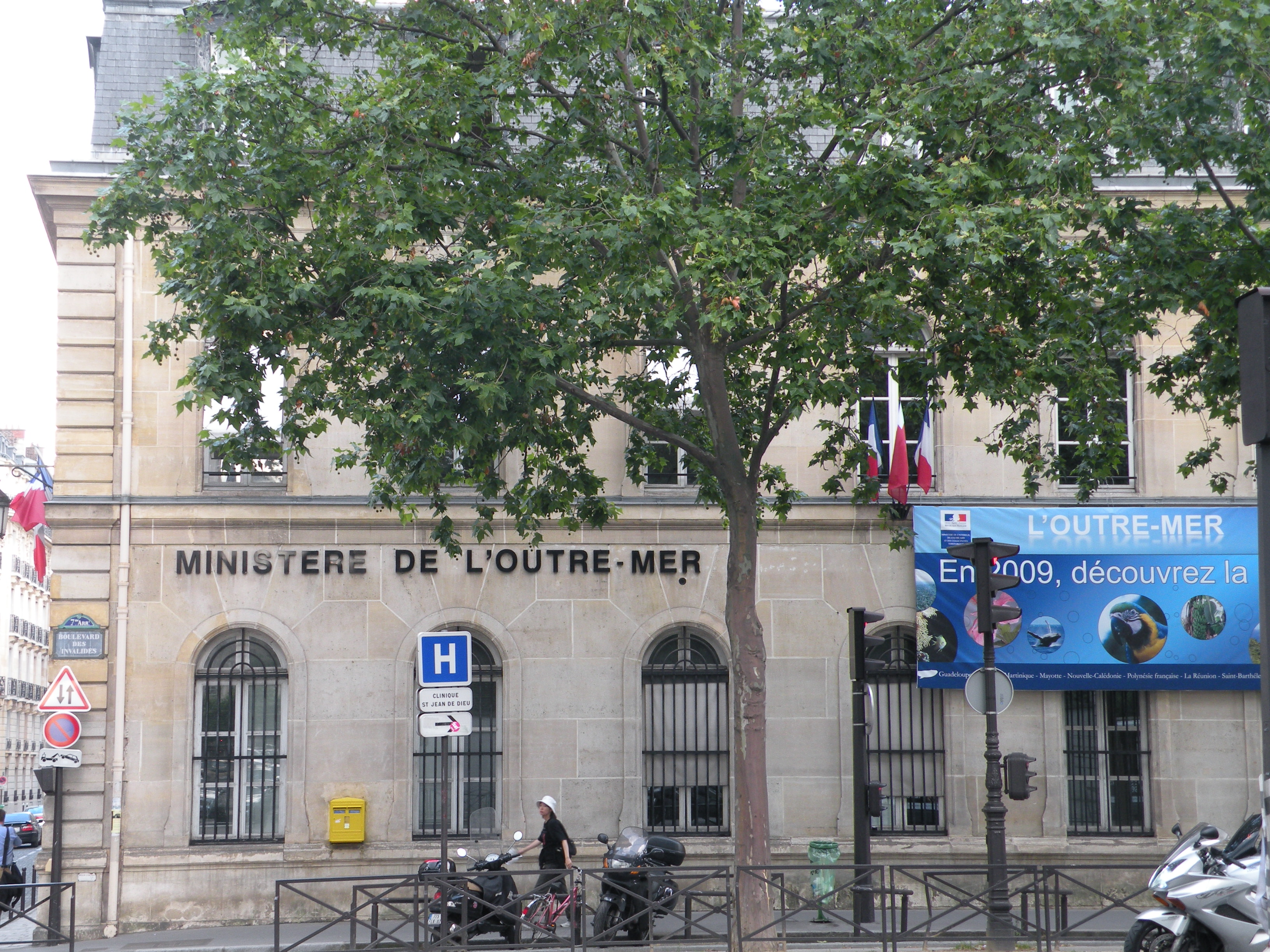
Les Assemblées représentatives territoriales sont créées en Afrique-Occidentale par le ministère de la France d'Outre-mer

Adossé à la loi , le décret 46-2375 du 25 octobre 1946 pris par le ministre de la France d'Outre-mer crée en Afrique Occidentale, des Assemblées représentatives territoriales constituées de conseillers généraux. « Le 23 décembre 1946, eurent lieu les élections en vue de la désignation des conseillers généraux en Côte d'Ivoire. Cinquante candidats étaient proposés selon le système du double collège, à raison de vingt sièges pour les citoyens de statut français (civil), et de trente sièges pour les citoyens de statut local. Ainsi furent élus vingt européens, dix-huit ivoiriens et douze voltaïques. » Le 6 février 1952, la loi française no 52-130 crée formellement l'Assemblée représentative territoriale de Côte d'Ivoire en remplacement du conseil général. 
Le 30 mars 1952, les électeurs ivoiriens sont alors appelés aux urnes pour élire cinquante conseillers territoriaux qui désignent à leur tour leur président.
La « loi-cadre » en réorganisant entièrement l'Afrique-Occidentale et l'Afrique-Équatoriale par l'institution et la définition des attributions des conseils de gouvernement dans chaque territoire, des chefs de territoire, consolide également les assemblées territoriales.
Le 28 septembre 1958, la Côte d'Ivoire répond positivement au référendum d’autodétermination organisé dans toute la communauté franco-africaine et malgache et, le 4 décembre 1958, elle proclame sa première République. 
L'Assemblée territoriale de la Côte d'Ivoire se proclame assemblée constituante et les conseillers territoriaux prennent le titre de députés. 
Le 26 mars 1959, l'Assemblée constituante vote à l'unanimité la première Constitution et cède la place à une nouvelle Assemblée législative qui compte cent députés d’origine ivoirienne et française.

### Fonction parlementaire dans la Côte d’Ivoire indépendante
Le pouvoir législatif est exercé par cette unique chambre jusqu'en 2016 et les membres, les députés, sont désignés par circonscription, au scrutin de liste majoritaire bloquée à un tour sans vote préférentiel ni panachage. Les pouvoirs de cette Institution expirent à la fin de la deuxième session ordinaire de la cinquième année de son mandat. Elle est alors renouvelée intégralement en mettant en compétition tout citoyen qui le souhaite pourvu qu’il soit âgé de vingt-cinq ans au moins et qu'il n'ait jamais renoncé à la nationalité ivoirienne.
La nouvelle constitution de 2016 inclut plusieurs changements par rapport à la constitution de 2000, notamment la suppression de plusieurs critères d'éligibilité pour le poste de président de la République : les deux parents d'un candidat présidentiel n'ont plus besoin de posséder la nationalité ivoirienne de naissance et ont maintenant la possibilité d'avoir eu une autre citoyenneté. Le poste de vice-président de la République est créé ainsi qu'un Sénat, transformant alors le système parlementaire en système bicaméral. Le président et le vice-président de la République ainsi que deux tiers du Sénat sont élus en même temps que les députés, alors que le reste du Sénat est nommé par le président de la République.

## Congrès
Le Congrès est la réunion des deux chambres formant le Parlement à savoir l'Assemblée nationale et le Sénat. 
Le Congrès se réunit à la demande du président de la République. Le président de l'Assemblée nationale préside le Congrès et est assisté par le président du Sénat, qui en est le vice-président. Le bureau de séance est celui de l'Assemblée nationale en vertu de l'article 98 de la Constitution du 8 novembre 2016.